# Archivio di diritto pubblico
Archivio di diritto pubblico è stata una rivista giuridica italiana.

## Storia
Venne fondata a Palermo da Vittorio Emanuele Orlando nel 1891. Stampata e pubblicata dall'editore Lo Statuto, cessò le pubblicazioni nel 1896.

## Caratteristiche
L'opera, il cui scopo era quello di pervenire alla formazione di una scuola nazionale di diritto pubblico, si muoveva su un doppio binario: da un lato sulla fondazione teorica ed epistemologica della nuova scienza di diritto pubblico, dall'altro sullo sforzo di dare un concreto ausilio alla creazione del nuovo Stato italiano e alla sua crescente struttura amministrativo-burocratica.
Tradizionalmente alla sua figura si ricollega la "giuridicizzazione" del diritto pubblico: affrancazione dal potere politico e costituzione di una mentalità e di una tecnica (mutuata in parte dal diritto privato) giuridica.